# Klimaatproces van Lausanne
Het Klimaatproces van Lausanne was een strafproces in de Zwitserse stad Lausanne in januari 2020 tegen twaalf klimaatactivisten die op 22 november 2018 bij wijze van burgerlijke ongehoorzaamheid tennis hadden gespeeld in een filiaal van de bank Credit Suisse, om te protesteren tegen de investeringen die deze bank doet in fossiele brandstoffen, verwijzend naar de Zwitserse tennisser Roger Federer, die door Credit Suisse wordt gesponsord. Op 13 januari 2020 werden de twaalf activisten door de politierechtbank van Lausanne vrijgesproken.
Dit proces was het eerste zogenaamde klimaatproces in Zwitserland en heeft een belangrijke symbolische betekenis, daar de rechtbank vaststelde dat de ernst van de klimaatverandering geweldloze en redelijke burgerlijke ongehoorzaamheid kan rechtvaardigen. De uitspraak ontlokte zowel positieve als negatieve reacties in de Zwitserse politiek.

## Feiten

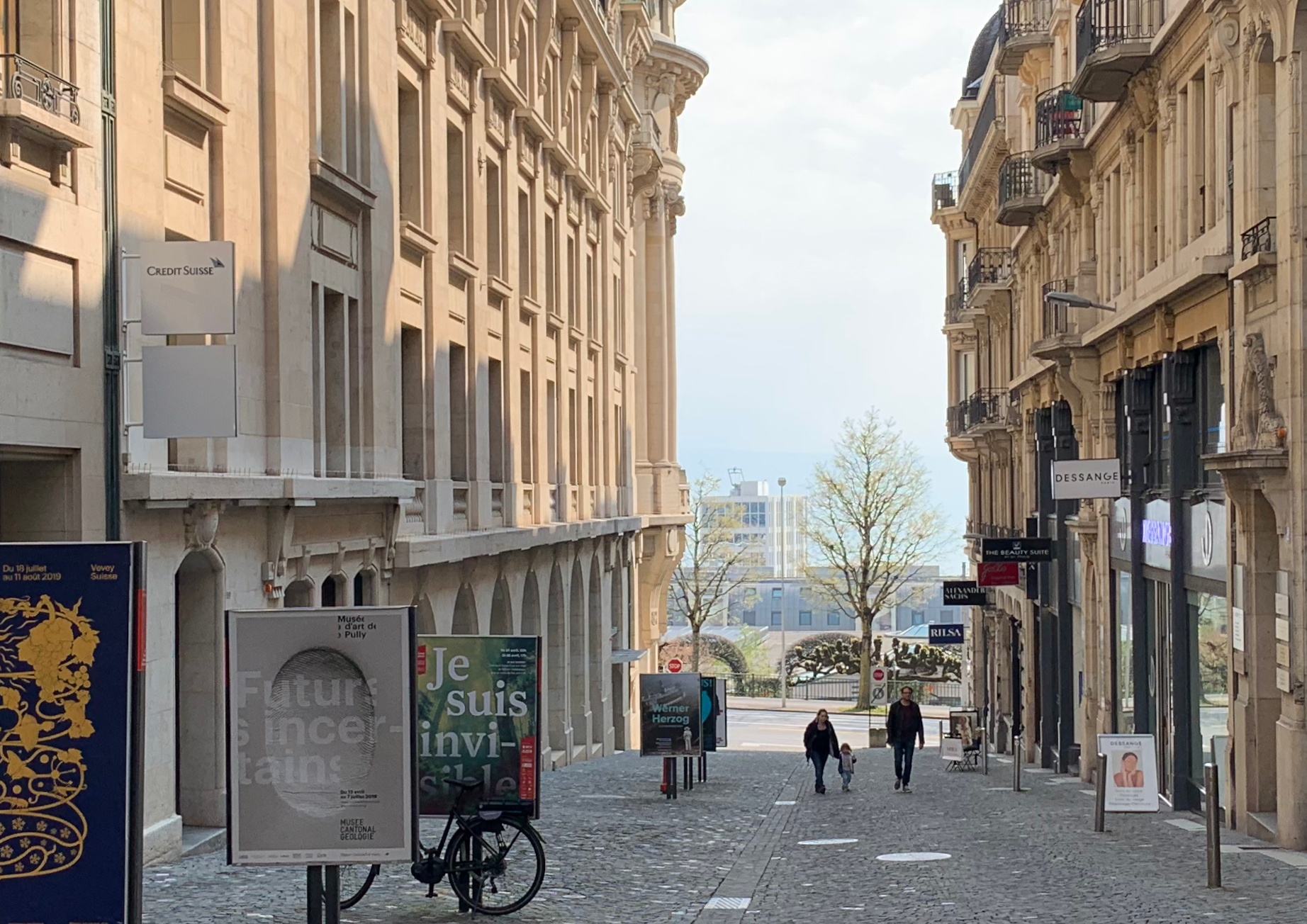
De Rue du Lion d'Or in Lausanne, waar het bankkantoor is gevestigd waar de actie van de tennissende klimaatactivisten plaatsvond.

Op 22 november 2018 speelden twaalf militanten van de klimaatbeweging Lausanne action climat tussen 21 en 34 jaar oud tennis in en filiaal van de bank Credit Suisse in de Rue du Lion d'Or in Lausanne. Gelijkaardige acties vonden tezelfdertijd plaats in filialen in Genève en Bazel. De klimaatactivisten-tennisspelers wilden met hun actie protesteren tegen de investeringen die Credit Suisse doet in fossiele brandstoffen, die schadelijk zijn voor het milieu en bijdragen tot de klimaatopwarming. De context van een tennisspel is een verwijzing naar de Zwitserse toptennisser Roger Federer, die door Credit Suisse wordt gesponsord. De actie was dan ook een oproep aan het adres van Federer om zijn band met Credit Suisse te doorbreken. Na anderhalf uur werden de klimaatactivisten-tennisspelers opgepakt door de politie. Enkele maanden na deze actie vond in Lausanne nog een grote spijbelactie plaats in het kader van de zogenaamde Schoolstaking voor het klimaat.

## Proces

### Aanleiding
Crédit Suisse diende vervolgens klacht in tegen de twaalf activisten in Lausanne. Zij werden hierop beboet door de politie wegens huisvredebreuk voor een bedrag van in totaal 21.600 Zwitserse frank. De activisten vochten vervolgens deze boetes aan voor de politierechtbank van Lausanne, zetelend in Renens. Het proces vond plaats tussen 7 en 13 januari 2020. De activisten werden pro bono (gratis) verdedigd door dertien advocaten, waaronder twee stafhouders. De advocaten van Credit Suisse en het Openbaar Ministerie daagden niet op op de zitting.

### Getuigen
Hoewel de verdediging twaalf getuigen wilde horen, gaande van een journalist tot een Nobelprijswinnaar, liet de rechtbank slechts twee getuigen toe. Het ging om Jacques Dubochet, die in 2017 de Nobelprijs voor Scheikunde had gewonnen en die de schoolstakingsacties ondersteunde, en Sonia Seneviratne, een klimaatwetenschapster aan de Eedgenootschappelijke Polytechnische Hogeschool van Zürich. Onder de niet-gehoorde getuigen bevond zich de Belgische klimaatwetenschapper Jean-Pascal van Ypersele.

### Vonnis
De politierechtbank sprak op maandag 13 januari 2020 de twaalf verdachten vrij, wat in de rechtszaal op applaus werd onthaald. De alleenzetelend rechter erkende dat er sprake was van huisvredebreuk (art. 186 van het Zwitserse Strafwetboek), maar de rechtbank erkende eveneens dat de activisten handelden vanuit een gerechtvaardigde noodtoestand (art. 17 van het Zwitserse Strafwetboek, dat spreekt over rechtfertigender Notstand in het Duits en état de nécessité licite in het Frans). De rechtbank erkende de voorgelegde rapporten van het Intergovernmental Panel on Climate Change over de klimaatverandering:
"De getuigenissen van de experts tonen aan dat de huidige klimaatopwarming wordt veroorzaakt door menselijke uitstoot, die de stijging van de zeespiegel tot gevolg hebben en voor miljoenen mensen kunnen leiden tot de noodzaak om te verhuizen. Het bestaan van en gevaar wordt daarom weerhouden. [...] De landen die het Akkoord van Parijs ondertekenden, evolueren niet in de richting van de in dit akkoord opgenomen doelstellingen en Zwitserland kent reeds een opwarming van meer dan twee graden Celsius. Daarom ben ik van mening dat er gevaar dreigt."
De rechtbank erkende dat de gebruikte manier van actievoeren (tennissen in een bankfiliaal) noodzakelijk was om voldoende weerklank te geven aan de actie, en dat de actie bovendien proportioneel was gezien de klimaatnoodtoestand.

## Reacties en gevolgen

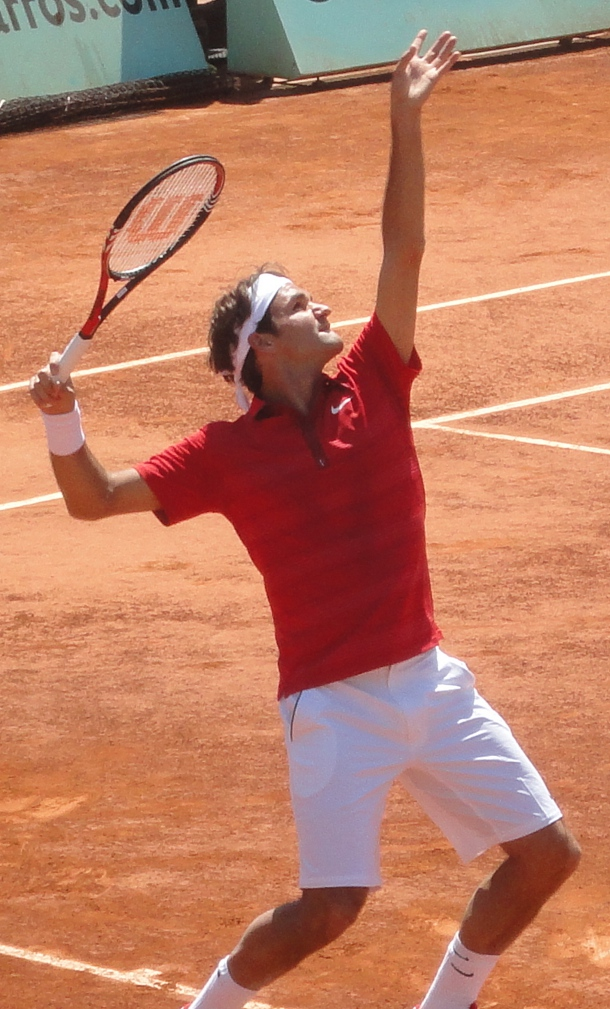
De tennissende klimaatactivisten wilden een oproep doen naar de Zwitserse tennisser Roger Federer, die wordt gesponsord door Credit Suisse.

### Politiek
Op de RTS-radio stelde Bondsraadslid Karin Keller-Sutter (FDP/PLR), bevoegd voor Justitie, zich niet te willen mengen in een oordeel van justitie en de manoeuvreerruimte die de rechterlijke macht heeft bij de toepassing van wetten te respecteren. Keller-Sutter herhaalde dat de klimaatkwestie een van de prioriteiten was van de Bondsraad.
Er toonden zich echter ook tegenstanders van de uitspraak. Lid van de Nationale Raad Philippe Nantermod (FDP/PLR) bijvoorbeeld noemde het een "politiek vonnis" en hamerde op het eigendomsrecht dat volgens hem te weinig werd gerespecteerd. "Het is niet de taak van een rechtbank om een klimaatnoodtoestand vast te stellen. Dit is een schending van de scheiding der machten.", zo stelde hij op de RTS-televisie.

### Credit Suisse
Reeds voor het proces liet Credit Suisse weten haar kredietportefeuilles meer te willen afstemmen op het Klimaatakkoord van Parijs en niet meer te zullen investeren in nieuwe kolencentrales. Een woordvoerder van Credit Suisse maakte na de uitspraak bekend akte te nemen van het vonnis en het te zullen analyseren.

### Roger Federer
In de marge van het proces en de vele berichten op sociale media aan zijn adres, onder andere van klimaatactiviste Greta Thunberg, bracht tennisser Roger Federer op 11 januari 2020 een verklaring uit waarin hij stelde respect en bewondering te hebben voor de klimaatjongeren en in dialoog zal treden met zijn sponsors.

### Internationaal
Het proces in Lausanne werd door verschillende interantionale mediakanalen opgevangen, zoals onder meer door The New York Times, The Guardian en de BBC.